# Соколівська сільська рада (Буський район)
| Соколівська сільська рада — орган місцевого самоврядування у Буському районі Львівської області з адміністративним центром у с. Соколівка. Історична дата утворення: 1 січня 1945 року. Водоймища на території, підпорядкованій даній раді: річка Покрова. Сільській раді підпорядковані населені пункти: - с. Соколівка - с. Баймаки - с. Грабина - с. Лабач - с. Рижани |

## Склад ради
Рада складається з 14 депутатів та голови.

### Керівний склад ради
| ПІБ                     | Основні відомості           | Дата обрання | Дата звільнення |
| ----------------------- | --------------------------- | ------------ | --------------- |
| Сіра Мирослава Петрівна | Сільський голова, 1986 р.н. | 25.10.2015.  |                 |

Примітка: таблиця складена за даними джерела